# Церква святителя Миколая Чудотворця (Шидлівці)
Церква святителя Миколая Чудотворця в Шидлівцях — парафія і храм Хоростківського благочиння Тернопільської єпархії Православної церкви України в селі Шидлівці Чортківського району Тернопільської области.

## Історія церкви
Відомо, що церква була збудована у 1752 році на кошти селян. За даними Станиславівського шематизму, будівництво відбувалося під патронатом Густава та Генріка Стравинських.
Згідно з історичними джерелами, храм зведений з каменю і відзначається міцністю. Поруч розташована така ж кам'яна дзвіниця. У 1914 році під час війни покрівля церкви була пошкоджена, але вже у 1920 році її відреставрували. На пагорбі, неподалік від храму, стоїть прикрашена квітами фігура Божої Матері.

## Парохи
- о. Густав,
- о. Генрік Стравинський,
- о. Василь Білецький (завідатель до 1832, парох до †1848)
- о. Василь Гоцький (1848—1851)
- о. Євтимій Лісинецький (адміністратор 1851—1852, парох 1852—†1885)
- о. Василь Кархут (адміністратор 1885—1886)
- о. Микола Темницький (1886—1906),
- о. Василь Стрільців (адміністратор 1906—1908)
- о. Микола Бутковський (1908-[1938])
- о. Ігор Закришка.